# Kastelorizo
Kastelorizo (tiếng Hy Lạp: Καστελόριζο - Kastelorizo, chính thức Μεγίστη - Megisti) là một đảo và khu tự quản của Hy Lạp tại đông nam Địa Trung Hải. Nó nằm cách bờ biển phía nam của Thổ Nhĩ Kỳ khoảng 2 km (1 mi), và cách thủ đô Athens 570 km về phía đông nam và cách đảo Rhodes 125 km (78 mi) về phía đông, gần như nằm giữa Rhodes và Antalya và cách đảo quốc Síp 280 km (170 mi). Kastelorizo là một phần của đơn vị thuộc vùng Rhodes.
Ý nghĩa của tên gọi chính thức hiện nay, Megisti (Μεγίστη) nghĩa là "to nhất" hay "lớn nhất", song với diện tích chỉ vỏn vẹn 11,987 km2 (5 dặm vuông Anh) thì đây là đảo chính nhỏ nhất của nhóm đảo Dodecanese. Tuy nhiên, tên gọi này nói lên một thực tế rằng đây là đảo lớn nhất trong một quần đảo nhỏ.

## Tên gọi
Tên gọi chính thức của hòn đảo, Megisti (Μέγιστη), ít khi được sử dụng trong tiếng Hy Lạp, tên gọi truyền thống Kastelorizo (Καστελόριζο) mới là tên phổ biến. Có một vài giả thuyết về nguồn gốc của tên Kastelorizo, được cho là bắt nguồn từ thời Đông La Mã. Có nhiều đồng thuận rằng "Kastello" bắt nguồn từ tiếng Latinh "castello", nghĩa là "lâu đài", từ này (trong hình thái tiếng Hy Lạp), được những người Hy Lạp của Đông La Mã sử dụng thường xuyên. Có một số tranh luận về phần thứ hai của tên (rizo).
Trong lịch sử đảo đã được gọi với những tên khác nhau, bao gồm Kastellorizo (tiếng Hy Lạp), Castellorizo (tên Hy Lạp theo chính tả tiếng Ý), Castelrosso (tiếng Ý, nghĩa là "Lâu đài Đỏ"), Chateau Rouge (tên dịch tiếng Pháp của tên tiếng Ý) và tiếng Thổ Nhĩ Kỳ: Meis, hay Kızılhisar, tên trước bắt nguồn từ tên chính thức trong tiếng Hy Lạp, tên sau nghĩa là Lâu đài Đỏ, dịch từ tên tiếng Ý.

## Địa lý
Kastelorizo (ngoại trừ hòn đảo nhỏ Strongýli gần đó) là đảo cực đông của Hy Lạp và nằm ở phía đông của Địa Trung Hải. Cách thị trấn ven biển Kaş của Tiểu Á 2 km, nửa đường giữa Rhodes và Antalya. Síp cách đảo 280 km (170 mi) về phía đông nam. Đào dài 6 km và rộng 3 km, diện tích là 9,2 km². Đảo có hình tam giác, có hướng đông bắc-tây nam. Ba mũi của đảo là: Agios Stefanos (bắc), Nifti (đông) và Pounenti (tây-nam); giữa hai mũi đầu là một vịnh rộng và dễ tiếp cận, cảng chính của đảo, và có đô thị duy nhất trên đảo. Mũi Agios Stefanos, nơi gần Tiểu Á nhất, nằm cách 2250m về phía nam đô thị Kaş nay thuộc về Thổ Nhĩ Kỳ (tiếng Hy Lạp: Andífli, thành phố Hy Lạp cổ Antiphéllos). Mũi Nifti nằm cách bờ biển Tiểu Á xa hơn. Hòn đảo có địa hình đồi núi, với các đường bờ biển cao và dốc, nên khó tiếp cận từ phía tây. Đất trên đảo là đá vôi, và sản xuất một lượng nhỏ các loại nông sản như ô liu, nho và đậu. Trên đảo không có nguồn nước uống. Khu tự quản Megísti quản lý cả những người dân sống tại đảo Ro (15 người) và Strongýli (9) cũng như một số đảo nhỏ không có người sinh sống. Tổng diện tích các đảo là 11,987 km².

### Địa chất
Địa chất hầu hết là đá vôi được xác lập từ ranh giới Đại Trung sinh/Đại Tân sinh. Do thiếu các hệ thực vật, cảnh quan trên đảo chủ yếu là Karst. Có một số hang động biển, đáng chú ý trong đó là Hang Xanh lớn hơn nhiều so với hang cùng tên tại Capri. Cuộc thám hiểm được thực hiện vào năm 2006 của các thành viên câu lạc bộ thám hiểm hang động SELAS của Hy Lạp đã phát hiện ra nhiều hang động tại nhiều nơi trên đảo. Hang động sâu nhất đã được tìm thấy có độ sâu -60m.

## Nhân khẩu và kinh tế
Dân số và kinh tế của hòn đảo đạt đỉnh cao vào cuối thế kỷ 19 với ước tính 10.000 người cư trú tại đây. Khi đó, Kastelorizo là cảng an toàn duy nhất trên tuyến đường giữa Makri (nay là Fethiye) và Beirut. Tàu thuyền mua bán các loại hàng hóa từ Tiểu Á (than đá, gỗ, sồi valonia, vỏ cây thông) với Hy Lạp (gạo, đường, cà phê, vải dệt và sợi), và mang ngũ cốc từ Tiểu Á đến Rhodes và Síp. Trên đảo cũng có một nơi phát triển sản xuất than củi (được tìm thấy nhiều sau đó tại Alexandria, nơi chúng được dùng làm điếu ống). khai thác hải miên cũng là một ngành quan trọng.
Vào buổi đầu thế kỷ 20, kinh tế của đảo suy tàn, được thúc đẩy nhanh hơn với việc đế chế Ottoman sụp đổ và việc người Hy Lạp bị trục xuất khỏi Tiểu Á vào năm 1923. Vào cuối thập niên 1920, dân số trên đảo giảm xuống chỉ còn 3.000, trong khi 8.000 cư dân sống ở nước ngoài, chủ yếu tại Úc, Ai Cập, Hy Lạp và Hoa Kỳ. Lúc đó, đảo có 730 hộ gia đình, trong đó 675 trống rỗng, và nhiều ngôi nhà đã đổ nát.
Dân số của đảo theo điều tra năm 2001 chỉ là 430. Trong đó, gần như toàn bộ sống tại thị trấn Megísti, với 406 người.

## Thành phố kết nghĩa
- Perth, Tây Úc, Úc
- Antalya, Thổ Nhĩ Kỳ